# 葉菊石亞目
葉菊石亞目（學名：Phylloceratina）是一類生存於下三疊紀至上白堊紀的菊石目。它們一般都很粗壯及極度捲曲，中心細小，縫合線有很多碎屑裝飾。所有其他侏羅紀及白堊紀的菊石目，包括菊石亞目、弛菊石亞目及勾菊石亞目都是衍生自葉菊石亞目。